# Comité Federal de Radiodifusión
El Comité Federal de Radiodifusión (COMFER) de Argentina fue una comisión del gobierno nacional dependiente del Poder Ejecutivo Nacional. Estuvo activo entre 1972 y 2009.

## Historia
Fue creada por disposición de la Ley Nacional de Telecomunicaciones, sancionada el 22 de agosto de 1972 por el presidente de facto Alejandro Agustín Lanusse. El COMFER (Comité Federal de Radiodifusión), creado en el ámbito de la Presidencia de la Nación, fue elegido «autoridad de aplicación» de esa ley y fue constituido por un presidente y ocho vocales.
Fue transferido a la Secretaría de Prensa y Difusión (Presidencia de la Nación) por el presidente Juan D. Perón en octubre de 1973.
El COMFER fue seleccionado «autoridad de aplicación» de la Ley de Radiodifusión de 1980, dictada por la dictadura autodenominada «Proceso de Reorganización Nacional». A partir de entonces el comité pasó a estar integrado por un presidente y seis vocales.
En 1996, por decreto presidencial de Carlos Menem, el Poder Ejecutivo dispuso la fusión del COMFER con las comisiones nacionales de Telecomunicaciones y de Correos y Telégrafos en una Comisión Nacional de Comunicaciones. Posteriormente asignó al COMFER en la Secretaría de Prensa y Difusión de la Presidencia de la Nación.
En octubre de 2009 el Poder Legislativo aprobó la Ley de Servicios de Comunicación Audiovisual y el Comité Federal de Radiodifusión desapareció siendo sustituido por la Autoridad Federal de Servicios de Comunicación Audiovisual (AFSCA).